# Linnaemya andrewesi
Linnaemya andrewesi là một loài ruồi trong họ Tachinidae.